# منتخب جمهورية الدومينيكان تحت 20 سنة لكرة الطائرة للسيدات
منتخب جمهورية الدومينيكان تحت 20 سنة لكرة الطائرة للسيدات هو ممثل جمهورية الدومينيكان الرسمي في المنافسات الدولية في كرة طائرة للسيدات تحت 20 سنة .